# Guerra de Osetia del Sur (1991-1992)
La Guerra de Osetia del Sur entre 1991 y 1992 tuvo lugar entre 1991 y 1992 entre las fuerzas gubernamentales de Georgia y milicianos georgianos de una parte, contra los secesionistas de Osetia del Sur y voluntarios de Osetia del Norte entre otros, con implicación esporádica de las unidades militares rusas. La guerra terminó con un cese al fuego impulsado por Rusia, que estableció una fuerza de paz mixta y dejó dividida a Osetia del Sur en dos autoridades rivales.

## La guerra
La noche del 5 de enero de 1991, las fuerzas georgianas entraron en Tsjinval. Los militares osetios respondieron quemando las escuelas y casas georgianas de la ciudad, mientras que los georgianos atacaban las aldeas osetias. La lucha en Tsjinval dividió la ciudad: la parte occidental controlada por los osetios, y la parte oriental controlada por los georgianos. Hacia finales de enero, los georgianos se retiraron a las montañas que hay alrededor de la ciudad, en cumplimiento del acuerdo de alto el fuego conseguido con la mediación rusa.
El 29 de enero de 1991, el portavoz del Soviet Supremo de Osetia del Sur, Torez Kulumbegov fue invitado para negociar en Tiflis, pero inmediatamente fue detenido y acusado de "incitar el conflicto étnico". Su juicio fue pospuesto varias veces antes de ser liberado en diciembre de 1991.
El periodo en el que se desarrollaron los combates más intensos fue en abril-mayo de 1991, seguido de un periodo de relativa calma en julio y agosto, los combates se reiniciaron a mediados de septiembre. Georgia impuso el bloqueo económico de la región rebelde: desconecto el suministro eléctrico a Tsjinval y bloqueó los caminos por los que la ciudad recibía alimentos y otros productos. Los osetios bloquearon las aldeas georgianas y numerosas atrocidades ocurrieron en ambos bandos. La lucha dejó cientos de muertos y heridos, con aproximadamente 80.000 refugiados en ambos lados de la frontera de Georgia y Rusia. Las fuerzas georgianas se colocaron en las montañas alrededor de Tsjinval y hostigaron la ciudad. Otros combates tuvieron lugar en las cercanías de la ciudad, en las aldeas a lo largo de la carretera hacia Osetia del Norte.
En febrero de 1992, con una esporádica implicación rusa, los combates se agravaron. Las autoridades georgianas denunciaron el aprovisionamiento a las milicias osetias por parte de los rusos. Muchos observadores independientes afirmaron que mandos de las Fuerzas del Ministerio del Interior de Rusia estuvieron involucrados en el conflicto. Los funcionarios rusos, incluyendo el Jefe del Soviet Supremo de Rusia, Ruslan Khasbulatov y el presidente Borís Yeltsin hicieron declaraciones de apoyo a los osetios.
Para enfrentar la inestabilidad interna del país, que siguió al golpe de Estado contra el presidente Zviad Gamsakhurdia, Georgia aceptó las negociaciones para evitar una confrontación con Rusia. El 24 de junio de 1992, el Jefe del Concejo de Estado de Georgia, Eduard Shevardnadze y el presidente ruso Borís Yeltsin se reunieron para hablar de la cuestión de Osetia del Sur. Un cese al fuego fue acordado el 14 de julio de 1992, y se dio inicio a una operación de mantenimiento de paz, que consistió Comisiones Mixtas de Control y patrullas militares conjuntss de georgianos, rusos y osetios.